# 1815 au royaume uni des Pays-Bas
Chronologie des Pays-Bas
- 1811
- 1812
- 1813
- 1814
- 1815
- 1816
- 1817
- 1818
- 1819

Cette page recense des événements qui se sont produits durant l'année 1815 au royaume uni des Pays-Bas.

## Chronologie
- 16 mars : le prince souverain des Pays-Bas unis Guillaume-Frédéric d'Orange-Nassau, déclare « que tous les pays y appartenant forment, dès à présent, le royaume des Pays-Bas, pour être ainsi possédés par [lui] et [ses] légitimes successeurs d'après le droit de primogéniture » et prendre « pour [lui]-même et pour les princes qui monteront après [lui] sur ce trône, la dignité royale et le titre de roi, et ajouter à ce dernier celui de duc de Luxembourg, à cause des relations particulières que cette province est destinée à avoir avec l'Allemagne ».

- 23 mars : le roi de France Louis XVIII franchit la frontière pour s'installer à Gand.
- 30 mars : Joyeuse Entrée du roi Guillaume Ier à Malines.
- 9 juin : Acte final du congrès de Vienne. Intégration des départements réunis au royaume uni des Pays-Bas.

- 15 juin : Napoléon envahit le Sud du pays avec 120 000 hommes et surprend ainsi le duc de Wellington et Blücher. À la fin de la journée, Charleroi est prise.
- 16 juin :
  - Dernière victoire de Napoléon Ier face à l'armée prussienne lors de la bataille de Ligny.
  - Bataille des Quatre Bras.

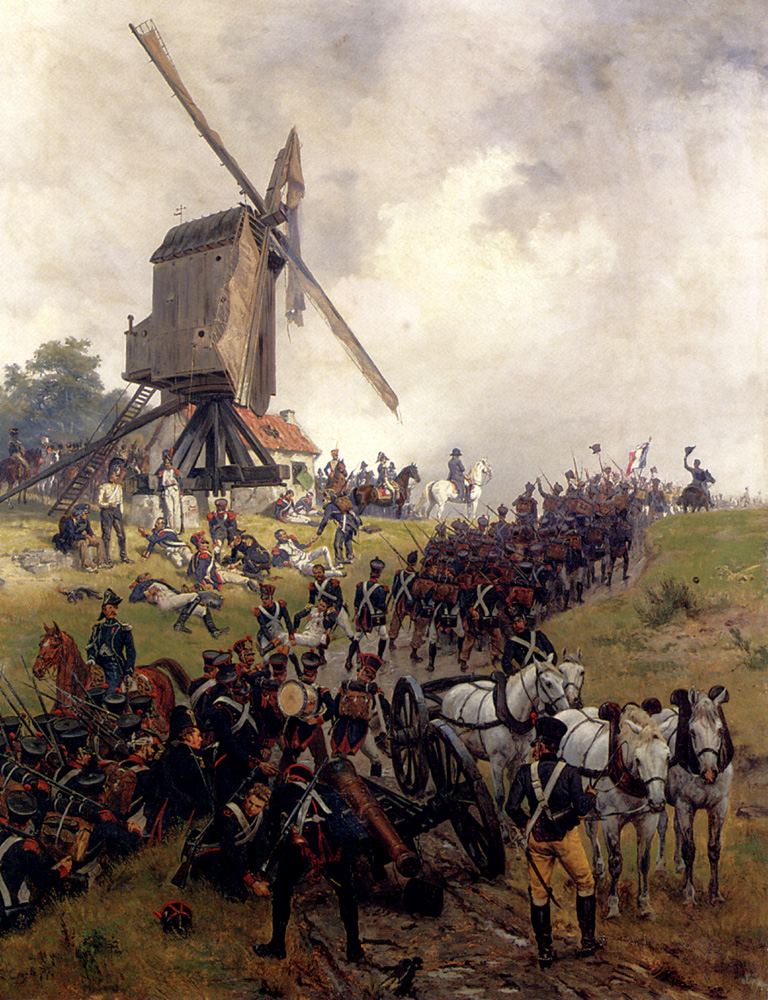
La Bataille de Ligny par Ernest Crofts (1875).

- 18 juin : défaite décisive de l'armée française face aux troupes alliées menées par le duc de Wellington lors de la bataille de Waterloo.

- 18 et 19 juin : bataille de Wavre.

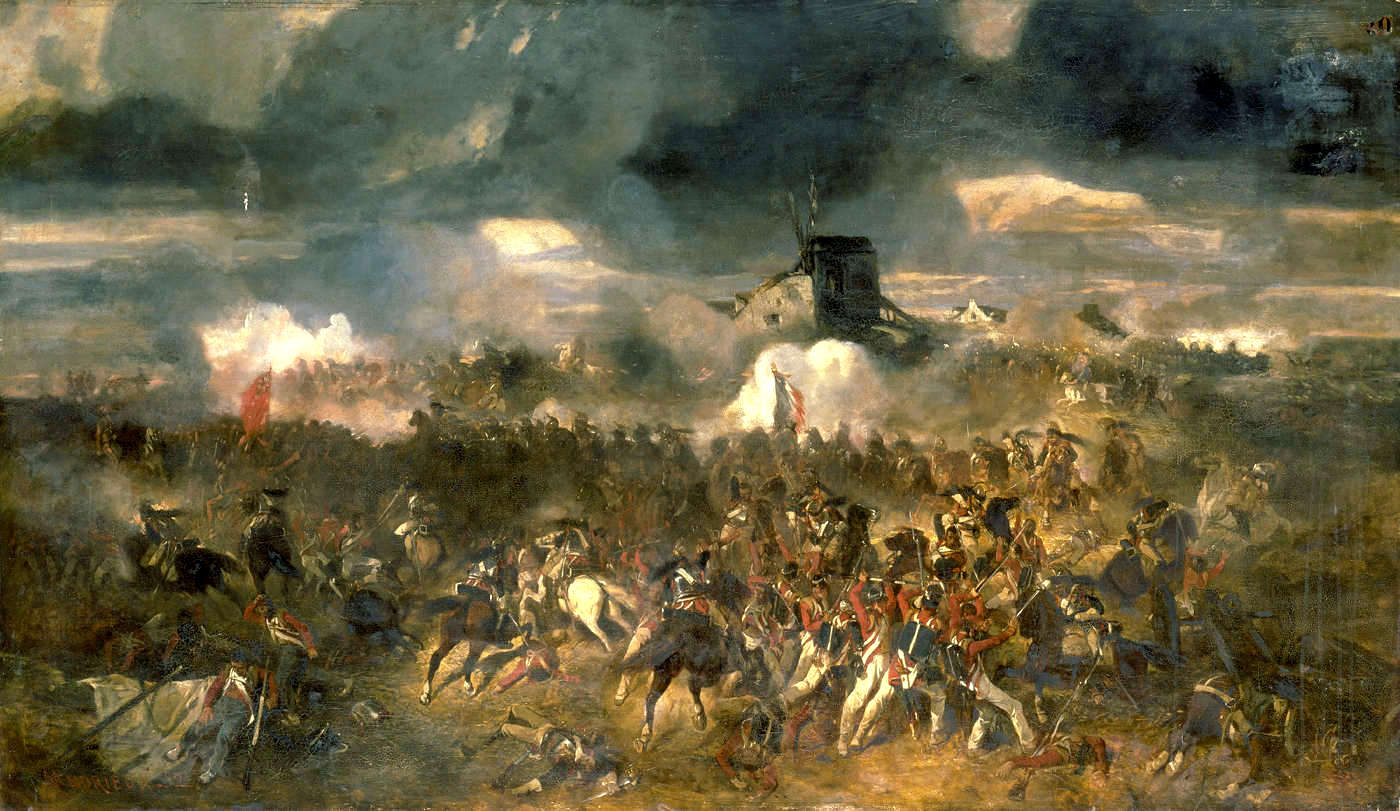
La bataille de Waterloo. 18 juin 1815 par Clément-Auguste Andrieux (1852).

- 24 août : adoption de la Constitution du royaume des Pays-Bas. Le roi Guillaume Ier accepte une constitution fondée sur le régime représentatif : une chambre est nommée par le roi, l’autre par les États provinciaux reconstitués selon leur forme ancienne.
- 29 septembre : Guillaume Ier crée l'ordre du Lion belgique (distinction honorifique).

## Naissances
- 18 février : Henri Leys, peintre et graveur belge († 26 août 1869).
- 14 octobre : Guillaume d'Aspremont Lynden, homme politique belge († 6 septembre 1889).

## Décès
- 4 février : Jacob van Strij, peintre néerlandais (° 2 octobre 1756).